# Aswattanarajanapradakszina
Aswattanarajanapradakszina – praktyka pielgrzymki (pradakszina) odbywana przez hindusów pragnących potomka.

## Profil pielgrzyma
Dokonują jej oboje przyszli rodzice jak też jedno z nich, np. przy okazji podróży w innym celu bez współmałżonka. Wierzą też, że praktyka aswattanarayanapradakszina ma wpływ na posiadanie dobrych cech przez planowane dziecko.

## Obiekt kultu
Pielgrzymka tego typu odbywa się wokół niezadaszonej świątyni typu sthalawryksza lub specjalnego drzewa (rosnnącego w obrębie murów dużej świątyni) .

## Patroni
Aswattanarajanapradakszina ma za szczególnych patronów dwie boskie postacie :
- formę Wisznu o imieniu Narajana
- Dźanardana.

## Terminarz
Pradakszina tego typu odbywana jest w poniedziałki, z warunkiem aby był to równocześnie dzień nowiu Księżyca.